# Леонид (архиепископ Новгородский)
Архиепископ Леонид (ум. 20 октября 1575, Москва) — епископ Русской церкви, архиепископ Новгородский и Псковский, последний глава Новгородской епархии в сане архиепископа.

## Биография
О биографии Леонида до того, как он возглавил Новгородскую епархию сведения практически не сохранились. Известно, что 15 ноября 1567 года он был назначен архимандритом Новгородского Юрьева монастыря, а в 1568 году перемещён в Чудов монастырь.
После разорения Иваном Грозным Новгорода и смерти архиепископа Пимена 4 декабря 1571 года Леонид был хиротонисан во епископа Новгородского с возведением в сан архиепископа. Новгородские летописи говорят о посвящении своего владыки: «Да той же зимы (1571), месяца декабря в 4, вторник, Кирил Митрополит поставил в Новгород владыку Леонида, Чюдовскаго архимандрита с Москвы».
В Новгороде Леонид совершил 1 февраля 1572 года открытие мощей чудотворца Иакова Боровичского и установил ему всенародное празднование, а 14 июля 1572 года в присутствии Ивана IV им были открыты мощи Гликерии Новгородской.
Леонид сначала поддерживал тесную дружбу с опричниной и пользовался доверием Ивана Грозного. В 1572 году он председательствовал в Москве на соборе, избиравшем митрополита Полоцкого. В Новгороде Леонид подчинил церковь целям опричной администрации, издал ряд указов, вызвавших недовольство духовенства:
- запрет на колокольный звон раньше колоколов Софии Новгородской, в качестве наказания был предусмотрен штраф: «учнет звонити рано, на том заповеди два рубля ноугородская»;
- введение платы за «настольные грамоты» священнослужителей[4].

В 1575 году был обвинён в государственной измене вместе с рядом других знатных лиц (в том числе с братьями Бутурлиными — Иваном и Дмитрием) — их оговорил под пыткой царский лекарь Элизеус Бомелиус. Существует несколько версий о гибели Леонида:
- осуждён к смертной казни, но был помилован Грозным и отправлен на вечное заточение: «он на владычестве 4 года без полутора месяцев, и взят был к Москве в государской опале да тамо и преставися октября в 20 день […] и положен бысть на Москве в Новинском монастыре, за земляным городом на всполье»[4].
- Леонид, обшитый медвежьей кожею, был затравлен псами (свидетельство Псковского летописца)[3].